# Flujo de Stokes

Sobre un objeto desplazándose a través de un gas o un líquido actúa una fuerza en dirección opuesta a su sentido de movimiento. La velocidad terminal se alcanza cuando la fuerza de resistencia al arrastre es de magnitud igual pero en dirección opuesta a la fuerza que impulsa el objeto. Se muestra una esfera en un flujo de Stokes, en una situación con un número de Reynolds muy pequeño.

El flujo de Stokes (nombrado en referencia a George Gabriel Stokes), también denominado flujo de arrastre, es un tipo de flujo de fluido donde las fuerzas advectivas inerciales son pequeñas comparadas con las fuerzas viscosas. El número de Reynolds es bajo, es decir {\displaystyle \mathrm {Re} \ll 1}. Esta una situación típica que aparece en flujos en los cuales las velocidades del fluido son muy bajas, y las viscosidades son muy grandes, o donde las escalas de longitud del flujo son muy pequeñas. El flujo de arrastre fue inicialmente estudiado para entender los principios de lubricación. En la naturaleza este tipo de flujo se presenta en la natación de microorganismos y esperma y el flujo de la lava. En el ámbito de la tecnología, ocurre en pinturas, dispositivos MEMS, y por lo general en el flujo de polímeros viscosos.
Las ecuaciones de movimiento para el flujo de Stokes, llamadas ecuaciones de Stokes, son una linealización de las ecuaciones de Navier-Stokes y, por lo tanto, pueden resolverse mediante varios métodos bien conocidos para ecuaciones diferenciales lineales. La función de Green primaria del flujo de Stokes es el Stokeslet, que está asociado con una fuerza puntual singular actuando en un flujo de Stokes. A partir de sus derivadas, se pueden obtener otras soluciones fundamentales. El Stokeslet fue obtenido por primera vez por el Premio Nobel Hendrik Lorentz, en 1896. A pesar de su nombre, Stokes nunca supo sobre el Stokeslet; Hancock acuñó el nombre en 1953. Las soluciones fundamentales de forma cerrada para los flujos inestables generalizados de Stokes y Oseen asociados con movimientos de rotación y traslación arbitrarios dependientes del tiempo se han derivado para los fluidos newtoniano y micropolar.

## Ecuaciones de Stokes
La ecuación de movimiento para el flujo de Stokes se puede obtener linealizando las ecuaciones de Navier-Stokes en estado estacionario. Se supone que las fuerzas de inercia son insignificantes en comparación con las fuerzas viscosas, y se eliminan los términos de inerciales por lo que las ecuaciones de Navier-Stokes se reducen al equilibrio de momento en las ecuaciones de Stokes:
{\displaystyle {\boldsymbol {\nabla }}\cdot \sigma +\mathbf {f} ={\boldsymbol {0}}}
donde {\displaystyle \sigma } es la tensión  (suma de las tensiones viscosas y de presión), y {\displaystyle \mathbf {f} } es una fuerza volumétrica aplicada. Las ecuaciones completas de Stokes también incluyen una ecuación para la conservación de la masa, comúnmente escrita en la forma:
{\displaystyle {\frac {\partial \rho }{\partial t}}+\nabla \cdot (\rho \mathbf {u} )=0}
donde {\displaystyle \rho } es la densidad del fluido y {\displaystyle \mathbf {u} } la velocidad del fluido. Para obtener las ecuaciones de movimiento para flujo incompresible, se supone que la densidad, {\displaystyle \rho }, es una constante.
Además, ocasionalmente uno podría considerar las ecuaciones no estacionarias de Stokes, en las cuales el término {\displaystyle \rho {\frac {\partial \mathbf {u} }{\partial t}}} se agrega al lado izquierdo de la ecuación de equilibrio de momento.

### Propiedades
Las ecuaciones de Stokes son una simplificación considerable de las ecuaciones de Navier-Stokes, especialmente en el caso incompresible Newtoniano. Ellas son la simplificación de los términos más relevantes de las ecuaciones completas de Navier–Stokes, válidas en el límite cuando {\displaystyle \mathrm {Re} \to 0.}
Instantaneidad
Un flujo de Stokes solo depende del tiempo mediante las condiciones de contorno dependientes del tiempo. Ello significa que, dadas las condiciones de contorno de un flujo de Stokes, se puede obtener el flujo sin tener conocimiento del flujo en ningún otro instante de tiempo.
Reversibilidad temporal
Una consecuencia inmediata de la instantaneidad, es la reversibilidad temporal que significa que un flujo de Stokes donde el tiempo evoluciona en reversa es solución de las mismas ecuaciones que el flujo de Stokes original. A veces se puede utilizar esta propiedad (conjuntamente con linearidad y condiciones de contorno de simetría) para obtener resultados sobre un flujo sin resolverlo por completo. La reversibilidad temporal significa que es difícil mezclar dos fluidos utilizando flujo de arrastre.

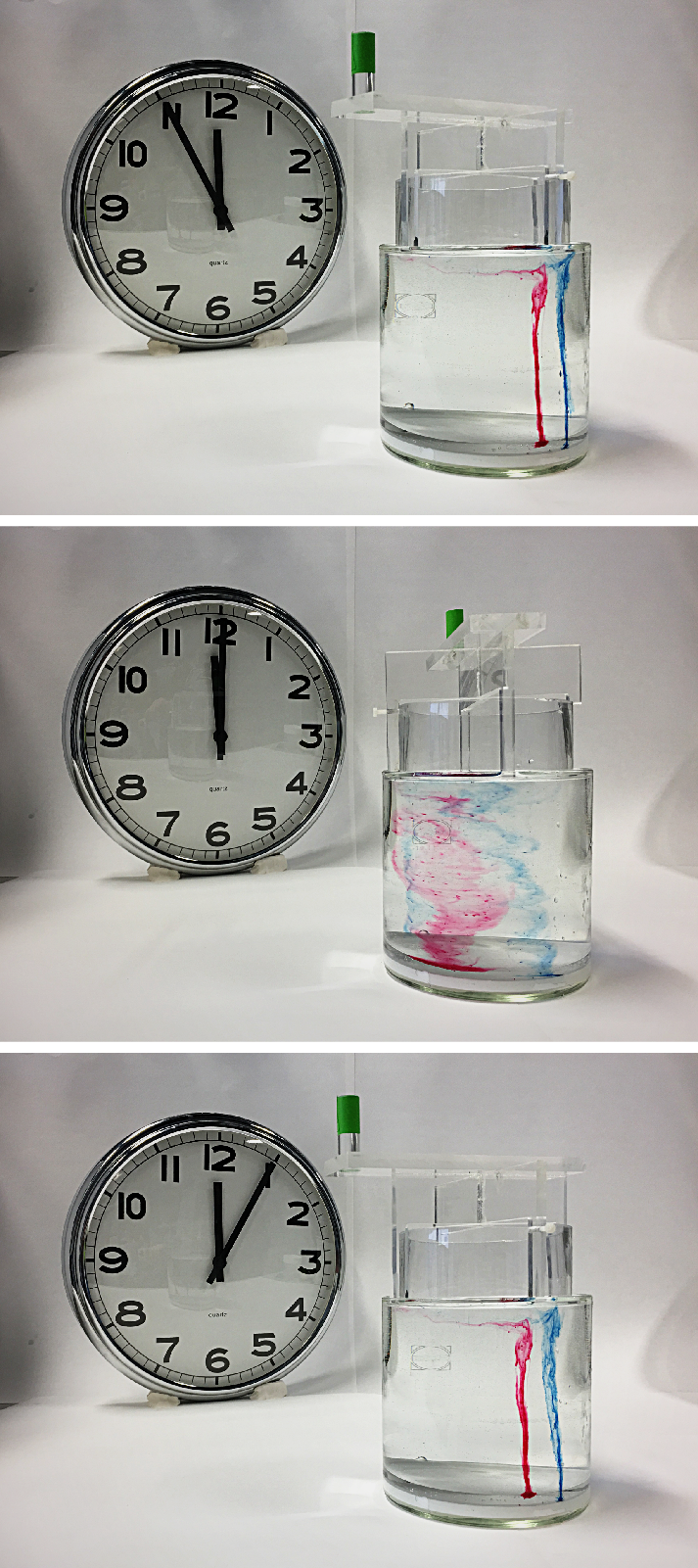
Reversibilidad temporal de los flujos de Stokes: se inyecta un tinte en un fluido viscoso intercalado entre dos cilindros concéntricos (figura superior). Luego, el cilindro central se gira para generar fuerzas de corte que dan como resultado el flujo del fluido, lo que hace que el tinte se mezcle con el fluido (figura central). Luego se invierte la rotación llevando el cilindro a su posición original. Los tintes "se ordenan" regresando a su posición inicial (figura inferior). El estado no mezclado no es perfecto debido a la difusión del tinte durante el proceso.

Si bien estas propiedades son válidas para flujos de Stokes incompresibles Newtonianos, la naturaleza no lineal y a veces dependiente del tiempo de los fluidos no Newtonianos significa que las mismas puede no sean válidas en un caso más general.
Paradoja de Stokes
Una propiedad interesante del flujo de Stokes es denominada la paradoja de Stokes: la misma indica que bo puede haber un flujo de Stokes de un fluido alrededor de un disco en dos dimensiones; o de manera equivalente, que no existe solución no trivial de la ecuación de Stokes alrededor de un cilindro de longitud infinita.

### Demostración de reversibilidad temporal
Un sistema Taylor–Couette puede crear flujos laminares en el cual cilindros concéntricos se mueven uno respecto al otro en un espiral aparente. Si un fluido tal como melaza de maíz con elevada viscosidad llena el espacio entre dos cilindros, con regiones coloreadas de fluido visibles a través de la pared transparente del cilindro exterior.
Los cilindros son rotados uno con respecto al otro a una velocidad baja, lo cual compuesto con la elevada viscosidad del fluido y lo angosto del espacio entre cilindros resulta en un número de Reynolds bajo, por lo que el mezclado aparente de colores es en realidad laminar y puede ser revertido hasta un estado muy parecido al inicial. Ello es una demostración dramática del mezclado aparente de un fluido y su "desmezclado" al invertir la dirección en que rotan los cilindros uno respecto al otro.

## Teoremas

### Solución de Stokes y el teorema de Helmholtz
La resistencia al arrastre sobre una esfera en movimiento, también denominada solución de Stokes se presenta a continuación.  Dada una esfera de radio {\displaystyle a}, que se desplaza a velocidad {\displaystyle U}, en un fluido de Stokes con viscosidad dinámica {\displaystyle \mu }, la fuerza de arrastre {\displaystyle F_{D}} queda expresada por la siguiente ecuación:
{\displaystyle F_{D}=6\pi \mu aU}
La solución de Stokes disipa menos energía que cualquier otro campo solenoidal vectorial con las mismas velocidades de contorno: ello es denominado el  teorema de mínima disipación de Helmholtz.

### Teorema de reciprocidad de Lorentz
El teorema de reciprocidad de Lorentz establece una relación entre dos flujos de Stokes en la misma región.  Sea una región con fluido {\displaystyle V} delimitada por la superficie {\displaystyle S}.  Sean los campos de velocidad {\displaystyle \mathbf {u} } y {\displaystyle \mathbf {u} '} que resuelven las ecuaciones de Stokes en el dominio {\displaystyle V}, cada uno con sus correspondientes campos de tensiones {\displaystyle \mathbf {\sigma } } y {\displaystyle \mathbf {\sigma } '}. Entonces es válida la siguiente igualdad:
{\displaystyle \int _{S}\mathbf {u} \cdot ({\boldsymbol {\sigma }}'\cdot \mathbf {n} )dS=\int _{S}\mathbf {u} '\cdot ({\boldsymbol {\sigma }}\cdot \mathbf {n} )dS}
Donde {\displaystyle \mathbf {n} } es la unidad normal en la superficie {\displaystyle S}.  Se puede usar el teorema de reciprocidad de Lorentz para demostrar que el flujo de Stokes "transmite" sin cambios la fuerza y torque totales desde una superficie interior cerrada a una superficie exterior que la contenga. También se puede utilizar el teorema de reciprocidad de Lorentz para relacionar la velocidad de natación de un microorganismo, como por ejemplo una cianobacteria, con la velocidad superficial que es determinada por las deformaciones  de la forma de su cuerpo mediante cilias o flagelos.

### Leyes de Faxén
Las leyes de Faxén son relaciones directas que expresan los momentos multipolo en función del flujo ambiente y sus derivadas.  Fueron inicialmente derivadas por Hilding Faxén para calcular la fuerza, {\displaystyle \mathbf {F} }, y el torque, {\displaystyle \mathbf {T} } sobre una esfera, las mismas tienen la siguiente expresión:
{\displaystyle {\begin{aligned}\mathbf {F} &=6\pi \mu a\left(1+{\frac {a^{2}}{6}}\nabla ^{2}\right)\mathbf {v} ^{\infty }(\mathbf {x} )|_{x=0}-6\pi \mu a\mathbf {U} \\\mathbf {T} &=8\pi \mu a^{3}(\mathbf {\Omega } ^{\infty }(\mathbf {x} )-\mathbf {\omega } )|_{x=0}\end{aligned}}}
donde {\displaystyle \mu } es la viscosidad dinámica, {\displaystyle a} es el radio de partícula, {\displaystyle \mathbf {v} ^{\infty }} es el flujo ambiente, {\displaystyle \mathbf {U} } es la velocidad de la partícula, {\displaystyle \mathbf {\Omega } ^{\infty }} es la velocidad angular del flujo de fondo, y {\displaystyle \mathbf {\omega } } es la velocidad angular de la partícula.
Las leyes de Faxén pueden ser generalizadas para describir los momentos de otras formas geométricas, tales como elipsoides, esferoides, y gotas esféricas.